# Kaasmarkt (Hoorn)

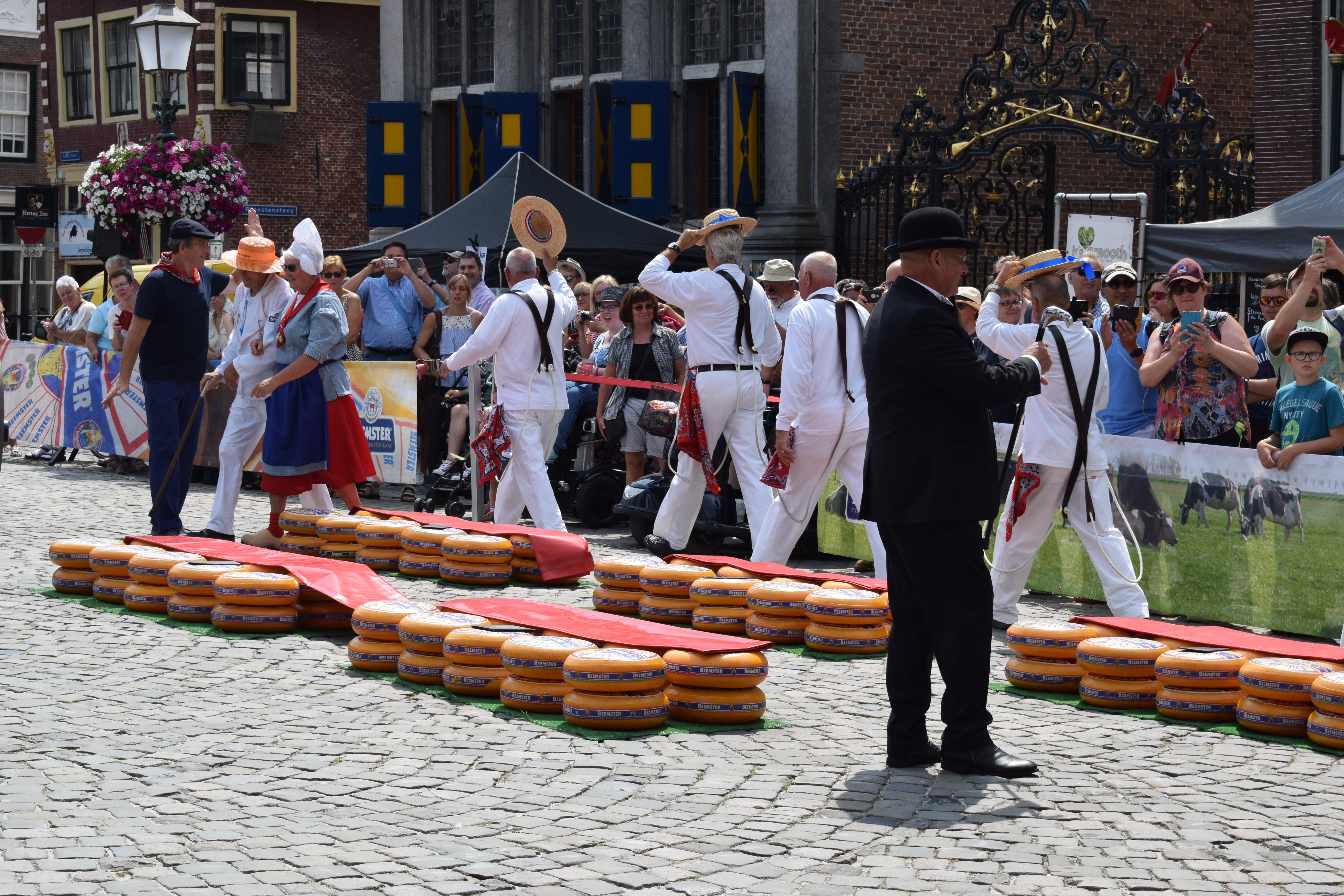
Kaasmarkt in Hoorn (2018)

De kaasmarkt in de Noord-Hollandse gemeente Hoorn is een kaasmarkt die in juni 2007 ter gelegenheid van "650 jaar stadsrechten van Hoorn" in ere werd hersteld. In de 19e eeuw leverde het West-Friese platteland steeds meer agrarische producten en kaas, en die werden in of via Hoorn verhandeld. Hoorn was in die tijd de grootste kaasmarkt van Noord-Holland. 
De kaasmarkt vond plaats voor de Waag waar vroeger de kaas gewogen werd op het plein de Roode Steen, vroeger Kaasmarkt genoemd. De nieuwe markt vond vanaf half juni tot begin september 2019 elke dinsdag plaats. De jaren daarvoor was het op donderdag.
Er waren ook optredens van West-Friese dansgroepen. De uitleg was in het Nederlands, Duits en Engels. De kaas werd van en naar de Roode Steen aan- en afgevoerd met wagens die voortgetrokken werden door paarden. De kaasdragers zorgden voor de aan- en afvoer van de kaas op de Roode Steen. De deelnemers figureerden als kaaszetters, kaasmeisjes, marktmeester, kaasdragers, kaashandelaars en boeren.
Als gevolg van de coronacrisis is er sinds 2020 geen kaasmarkt meer gehouden, mede gezien het feit dat de gemeente Hoorn het plein ' de Roode Steen' voor horecadoeleinden heeft vrijgegeven.